# Німецький національний район
Німе́цький національний район (рос. Немецкий национальный район) — район у складі Алтайського краю Російської Федерації.
Адміністративний центр — село Гальбштадт, розташоване за 430 км від Барнаула.

## Географія
Район розташований в північно-західній частині краю.
Клімат різко континентальний. Середня температура січня -19 °C, липня — + 22,2 °C. Річна кількість атмосферних опадів — 220—240 мм. Річок та озер на території району немає. Ґрунти — каштанові, світло-каштанові, легкі. Ростуть береза, тополя, клен, трави — злакові, ковила, полин. Рельєф — рівнинний (Кулундинський степ). Загальна площа земель в межах району становить 143175 га (1432 км²), з них 134 329 га сільськогосподарських угідь, в тому числі ріллі 124314 га. Особливістю району є велика розораність території (86,6 %), практична відсутність природних сіножатей та пасовищ.

## Історія
На початку 1907 року в менонітській колонії Тіге Заградівської волості Херсонської губернії відбувся волосний сход громадян, на якому було обрано комісія з трьох ходоків, яка представляла 180 сімей загальною кількістю 882 людини, бажаючих переселитися в Сибір. Один з них, Я. А. Реймер, зустрівся з прем'єр-міністром Росії П. Столипіним і обговорив з ним питання переселення німців-менонітів в Сибір а на Амур. Столипін сказав Я. Реймер, що імператор Микола II бажав би побачити на своїх землях зразкових хліборобів та готовий 500 тисяч десятин землі віддати переселенцям безоплатно. В результаті для нових німецьких поселень в Кулундинському степу було виділено 60 тисяч десятин землі. Переселення пройшло в 1908—1910 роках.
Національний Німецький район був утворений постановою ВЦВК від 4 липня 1927 року.
Указом Президії Верховної Ради РСФСР від 5 листопада 1938 року Німецький район був ліквідований а його територія була розподілена між Знам'янський та Славгородським район. Німецький національний район був відновлений Указом Президії Верховної Ради РСФСР від 1 липня 1991 року.
Відновлення району поряд з Азовським німецьким національним районом в Омській області було виходом із ситуації, що до початку 1990-х рр. ситуації, коли шанс відновлення республіки в Надволжі був упущений, а еміграція російських німців з кожним роком збільшувалася. Створення національно-територіальних утворень в місцях компактного проживання німецького населення дозволило б сконцентрувати кошти та зусилля для конкретного і швидкого вирішення проблем збереження російських німців як етносу.

## Населення
Населення — 16033 особи (2019; 17668 в 2010, 20598 у 2002).

## Адміністративний поділ
Район адміністративно поділяється на 12 сільських поселення (сільрад):
| Поселення                     | Площа, км² | Населення, осіб (2002) | Населення, осіб (2010) | Населення, осіб (2019) | Центр         | Населені пункти |
| ----------------------------- | ---------- | ---------------------- | ---------------------- | ---------------------- | ------------- | --------------- |
| Гальбштадтська сільська рада  | 16,73      | 2017                   | 1756                   | 1731                   | Гальбштадт    | 1               |
| Гришковська сільська рада     | 131,12     | 1582                   | 1390                   | 1279                   | Гришковка     | 1               |
| Дегтярська сільська рада      | 185,39     | 1845                   | 1430                   | 1302                   | Дегтярка      | 1               |
| Комишинська сільська рада     | 54,90      | 677                    | 609                    | 557                    | Комиші        | 1               |
| Кусацька сільська рада        | 171,18     | 2240                   | 1901                   | 1611                   | Кусак         | 2               |
| Ніколаєвська сільська рада    | 111,03     | 1342                   | 1074                   | 1054                   | Ніколаєвка    | 1               |
| Орловська сільська рада       | 164,92     | 2362                   | 1959                   | 1664                   | Орлово        | 4               |
| Підсосновська сільська рада   | 144,64     | 2645                   | 2312                   | 2038                   | Підсосново    | 1               |
| Польовська сільська рада      | 103,60     | 1485                   | 1263                   | 1198                   | Польове       | 1               |
| Протасовська сільська рада    | 138,16     | 1442                   | 1273                   | 1131                   | Протасово     | 1               |
| Рідкодубравська сільська рада | 105,52     | 1548                   | 1413                   | 1271                   | Рідка Дубрава | 1               |
| Шумановська сільська рада     | 104,56     | 1413                   | 1288                   | 1197                   | Шумановка     | 1               |

## Найбільші населені пункти
Нижче подано список населених пунктів з чисельністю населенням понад 1000 осіб:
| №  | Населений пункт | Населення, осіб (2002) | Населення, осіб (2010) |
| -- | --------------- | ---------------------- | ---------------------- |
| 1  | Підсосново      | 2645                   | 2312                   |
| 2  | Гальбштадт      | 2017                   | 1756                   |
| 3  | Кусак           | 1882                   | 1661                   |
| 4  | Орлово          | 1633                   | 1442                   |
| 5  | Дегтярка        | 1845                   | 1430                   |
| 6  | Рідка Дубрава   | 1548                   | 1413                   |
| 7  | Гришковка       | 1582                   | 1390                   |
| 8  | Шумановка       | 1413                   | 1288                   |
| 9  | Протасово       | 1442                   | 1273                   |
| 10 | Польове         | 1485                   | 1263                   |
| 11 | Ніколаєвка      | 1342                   | 1074                   |

## Господарство
Значну допомогу в розвитку економіки і соціальної сфери району надає Німеччина. Так, в період з 1991 по 2006 рік в районі за рахунок коштів Німеччини, федерального бюджету та власних коштів господарств району побудовано 168 квартир (1-, 2-, 6 і 9-квартирні житлові будинки) загальною площею 17400 м2. У селі Гальбштадт за підтримки німецької сторони споруджені сучасний потужний м'ясопереробний комбінат та млин, продуктивністю 80 тонн за зміну, в селі Гришківка побудований комбінат молочної переробки.
Сьогодні основний напрямок економіки — сільське господарство. Розвинене виробництво зерна, соняшнику, м'яса, молока. Район — зона ризикованого землеробства. Розвинене виробництво кормів та овочів на поливі. На території району знаходяться олійниці для переробки насіння соняшнику, млини, 3 сироварні, м'ясокомбінати, ковбасні цехи, пивзавод.